# ピエーヴェ・ディ・ボーノ
ピエーヴェ・ディ・ボーノ（イタリア語: Pieve di Bono）は、イタリア共和国トレンティーノ＝アルト・アディジェ州トレント自治県に存在した、基礎自治体（コムーネ）。
かつては独立の自治体（コムーネ）であったが、2016年1月1日にプレッツォと合併してピエーヴェ・ディ・ボーノ＝プレッツォの一部となった。

## 地理

### 位置・広がり

#### 隣接コムーネ
コムーネとしてのピエーヴェ・ディ・ボーノは、以下のコムーネと隣接していた。
- ティオーネ・ディ・トレント
- プラーゾ
- ラルダーロ
- コンチェーイ
- ベルソーネ
- プレッツォ
- カステル・コンディーノ
- ベッツェッカ
- チーメゴ
- ティアルノ・ディ・ソット